# Loughrea
Loughrea (pron. /lɒxˈreɪ/ lokh-ray, en irlandès Baile Locha Riach o "vila del llac gris") és una ciutat d'Irlanda, al comtat de Galway, a la província de Connacht. Es troba al nord dels turons Slieve Aughty. La ciutat és famosa per tenir una catedral molt bonica i perquè en els darrers anys ha esdevingut una ciutat dormitori de la propera Galway.

## Etimologia
La vila pren el nom de Loch Riach (gaèlic irlandès "llac gris") en el que està. Es creu que el nom del llac deriva de Loch Riabhach ("llac tacat"). Aquest nom alternatiu irlandès és l'usat en l'escola primària local multiconfessional en irlandès: Gaelscoil Riabhach. La vila es troba en l'àrea anomenada històricament Trícha Máenmaige.

## Economia
Loughrea ha estat tradicionalment una vila agrícola que s'inicià en la indústria amb l'explotació de les mines de Tynagh, que durant 15 anys foren les principals explotacions a Irlanda de zinc i plata. Actualment hi ha una central elèctrica de gas al lloc de les antigues mines.
A més de ser ciutat dormitori de Galway a Loughrea hi ha nombroses indústries farmacèutiques i de processament de dades. També hi ha un cert desenvolupament del sector turístic.

## Galeria d'imatges

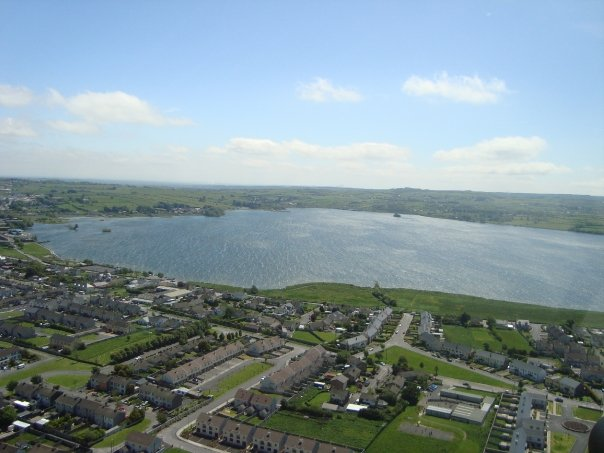
Llac de Loughrea
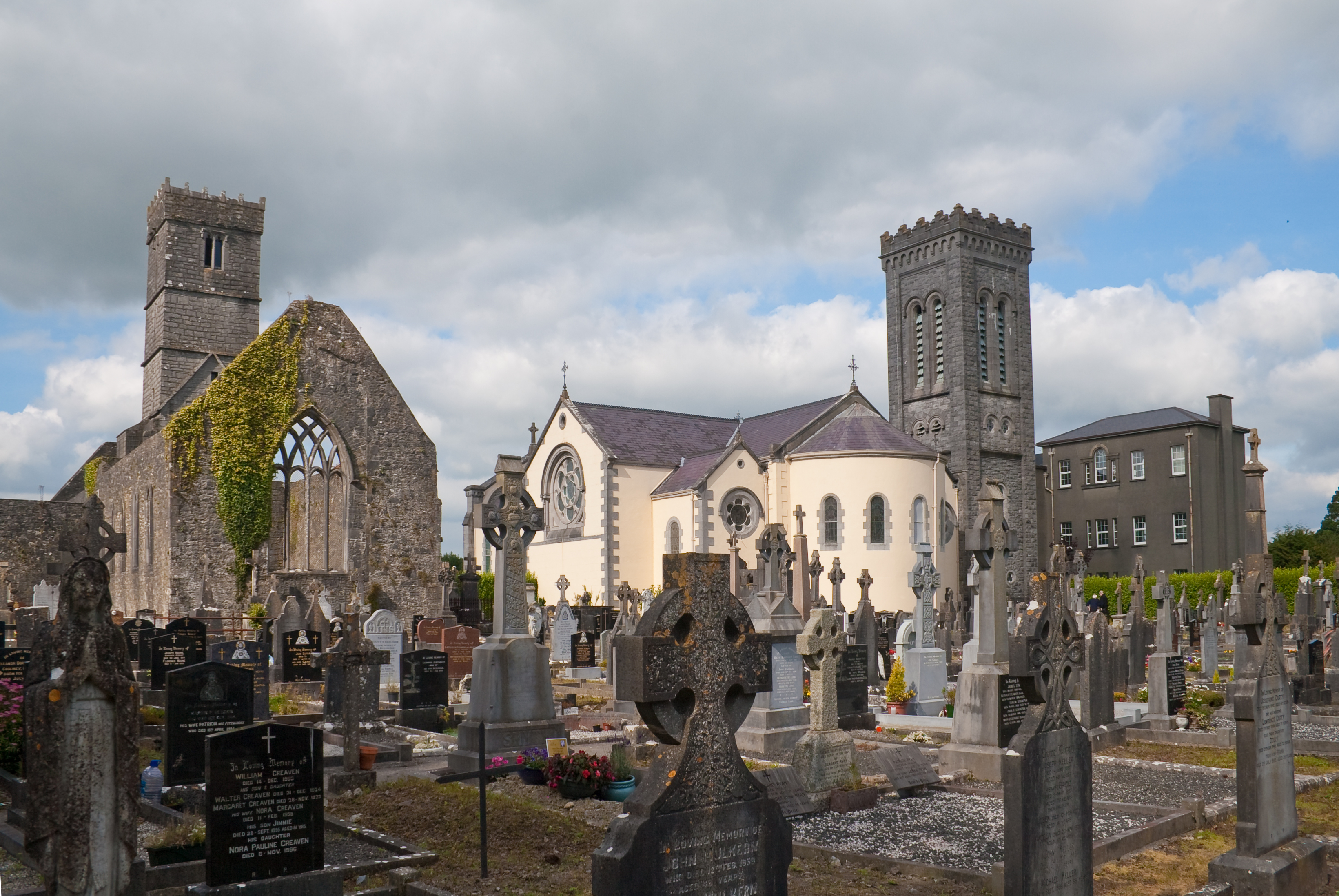
El priorat de Loughrea